# Provinz La Pampa
La Pampa ist eine Provinz im zentralen Argentinien. La Pampa erstreckt sich über 143.440 km², laut Zensus 2022 belief sich die Einwohnerzahl auf 361.959 Personen. Die Provinz war somit die mit der drittkleinsten Einwohnerzahl und der zweitgeringsten Bevölkerungsdichte des Landes.
Hauptstadt ist Santa Rosa mit etwa 100.000 Einwohnern.

## Geografie
Der größte Teil des Provinzterritoriums ist flach und gehört zum trockenen Teil der Küstenebene, die in die Pampa überleitet, wobei die Trockenheit zum salzsteppenhaften Westen hin noch zunimmt. Das Klima ist subtropisch bis gemäßigt. Unterbrochen wird die Ebene von der Sierra del Nevado (bis 1200 m) im Nordwesten der Provinz, sowie von der Sierra Lihuel Calel (bis 600 m) im Süden des zentralen Teils. In letzterer liegt der Nationalpark Lihué Calel, das einzige touristische Zentrum der Provinz. Während das namengebende Pampa-Grasland nur im äußersten Nordosten der Provinz einen kleinen Teil bedeckt, wird der zentrale Teil von der Dornstrauchsavanne Espinal bedeckt, die im Westen in die karge Monte-Vegetation übergeht. Der Río Colorado in der Mitte der Provinz wird häufig als Grenze zu Region Patagonien genannt.

## Bevölkerung
La Pampa ist sehr dünn besiedelt, nur im Osten erreicht die Bevölkerungsdichte mittlere Werte, der Westen ist fast unbewohnt und beherbergt unter anderem die beiden bevölkerungsärmsten (völkerrechtlich anerkannten) Departamentos Argentiniens, Limay Mahuida und Lihuel Calel. Neben der Provinzhauptstadt, die mit Toay die Agglomeration Gran Santa Rosa bildet, sind die einzigen Städte von Bedeutung General Pico (55.000 Einwohner), General Acha (12.500 Einwohner), Eduardo Castex (9000 Einwohner) und Realicó (7.500 Einwohner), alle gelegen im Ostteil der Provinz. Im Westteil ist der einzige Ort über 5.000 Einwohner das am Río Colorado gelegene 25 de Mayo.

## Verwaltungsgliederung
Die Provinz La Pampa ist in 22 Departamentos gegliedert. Die Gemeinden sind in zwei Klassen aufgeteilt. Gemeinden mit mehr als 500 Einwohnern heißen Municipios, jene bis 500 Einwohner Comisiones de Fomento. Die Territorien der Departamentos und der Gemeinden sind nicht deckungsgleich. Die Gemeindegrenzen überschreiten in der Regel eine oder mehrere Departementsgrenzen.

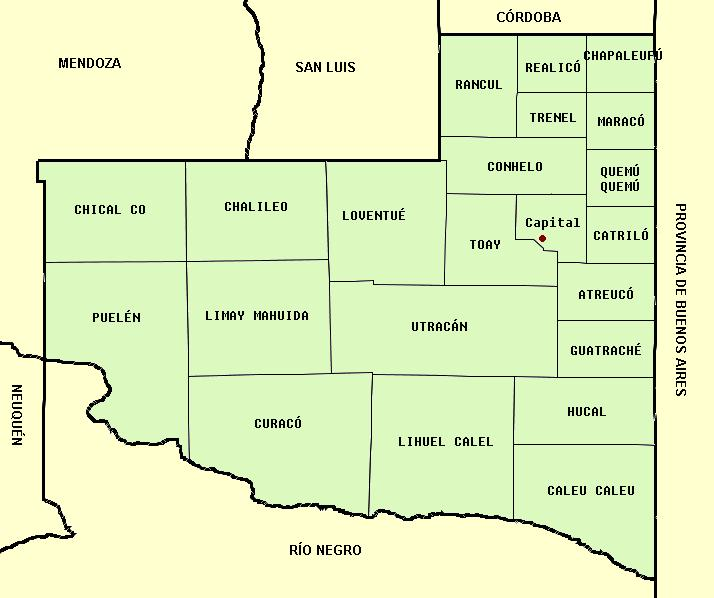
Provinz La Pampa – Verwaltungsgliederung

| Departamento  | Hauptstadt           | Fläche in km² | Einwohner |
| Atreucó       | Macachín             | 03.580        | 011.138   |
| Caleu Caleu   | La Adela             | 09.078        | 002.611   |
| Capital       | Santa Rosa           | 02.525        | 119.632   |
| Catriló       | Catriló              | 02.555        | 008.235   |
| Chalileo      | Santa Isabel         | 08.917        | 002.885   |
| Chapaleufú    | Intendente Alvear    | 02.570        | 012.334   |
| Chical Co     | Algarrobo del Águila | 09.117        | 001.466   |
| Conhelo       | Eduardo Castex       | 05.052        | 015.186   |
| Curacó        | Puelches             | 13.125        | 001.116   |
| Guatraché     | Guatraché            | 03.525        | 009.517   |
| Hucal         | Bernasconi           | 06.047        | 007.787   |
| Lihuel Calel  | Cuchillo-Có          | 12.460        | 000.443   |
| Limay Mahuida | Limay Mahuida        | 09.985        | 000.423   |
| Loventué      | Victorica            | 09.235        | 009.322   |
| Maracó        | General Pico         | 02.555        | 069.514   |
| Puelén        | 25 de Mayo           | 13.160        | 0011.654  |
| Quemú Quemú   | Quemú Quemú          | 02.557        | 008.460   |
| Rancul        | Rancul               | 04.933        | 011.133   |
| Realicó       | Realicó              | 02.450        | 017.470   |
| Toay          | Toay                 | 05.092        | 018.029   |
| Trenel        | Trenel               | 01.955        | 005.702   |
| Utracán       | General Acha         | 12.967        | 017.802   |

## Wirtschaft
La Pampa ist geprägt von der Landwirtschaft. Die Industrie spielt allenfalls in der Hauptstadt und in General Pico eine Rolle und beschränkt sich hauptsächlich auf die Lebensmittelverarbeitung.